# Нагороди академії кантрі музики
Нагороди академії кантрі музики (англ. Academy of Country Music Awards) — нагороди, якими з 1966 року Академія кантрі музики відзначає музикантів, що досягли визначних успіхів у галузі кантрі за попередній рік. Вперше церемонія транслювалася телебаченням у 1972 році на каналі «Ей-бі-сі». З 1979 року вони транслюються на каналі «Ен-бі-сі», а з 1998 року на «Сі-Бі-Ес».
З 2003 року церемонії нагородження уже не відбувалися у Лос-Анджелесі, вони переїхали до готельно-розважального комплексу Мандалай-Бей у Лас-Вегасі. У 2006—2014 роках шоу відбувалося на стадіоні MGM Гранд Гарден Арена у Лас-Вегасі. Своє 50-річчя у 2015 році церемонія нагородження відсвяткувала на AT&T стадіоні в Арлінгтоні, штат Техас, на якій був побитий рекорд Гіннеса з кількості глядачів (70 252) на подібних шоу. У 2016 році показ повернувся на Гранд Гарден Арену, а в 2017 році він відбувся на новій Т-Мобайл Арені в Лас-Вегасі.

## Нагороди
Найпрестижнішіми нагородами є «Артист десятиліття» та «Артист року». Крім цього існує ряд інших нагород, якими нагороджують співаків і співачок, музикантів, альбоми, відео та пісні. Нагороди вручаються у квітні або травні за досягнення в попередньому році.
| Рік  | Артист року   | Співак року   | Співачка року   | Пісня року                |
| ---- | ------------- | ------------- | --------------- | ------------------------- |
| 2018 | Кіт Урбан     | Томас Ретт    | Кейсі Масгрейвс | «Текіла»                  |
| 2017 | Джейсон Олдин | Кріс Степлтон | Міранда Ламберт | «Олов'яний чоловічок»     |
| 2016 | Джейсон Олдин | Томас Ретт    | Міранда Ламберт | «Помер щасливою людиною»  |
| 2015 | Джейсон Олдин | Томас Ретт    | Міранда Ламберт | «Помер щасливою людиною»  |
| 2014 | Люк Браян     | Джейсон Олдин | Міранда Ламберт | «Автоматично»             |
| 2013 | Джордж Стрейт | Джейсон Олдин | Міранда Ламберт | «Я їду вашою вантажівкою» |
| 2012 | Люк Браян     | Джейсон Олдин | Міранда Ламберт | «За тобою»                |

## Дивися також
- Асоціація музики кантрі[en]
- Зал слави і музей музики кантрі[en]
- Гранд Оле Опрі